# Norio
Norio – wieś w Gruzji, w regionie Dolna Kartlia, w gminie Gardabani. W 2014 roku liczyła 3756 mieszkańców.